# Misaele
Misaele  è un nome proprio di persona italiano maschile.

## Varianti
- Ipocoristici: Misa[2]

### Varianti in altre lingue
- Catalano: Misael
- Francese: Misaël
- Ebraico: מישאכ (Mishael)[1]
- Greco biblico: Μισαήλ (Misael)[1]
- Inglese: Mishael
- Latino: Misael[1]
- Russo: Мисаи́л (Misail)
- Spagnolo: Misael
- Tedesco: Mischaël
- Ucraino: Місаїл (Misaïl)

## Origine e diffusione

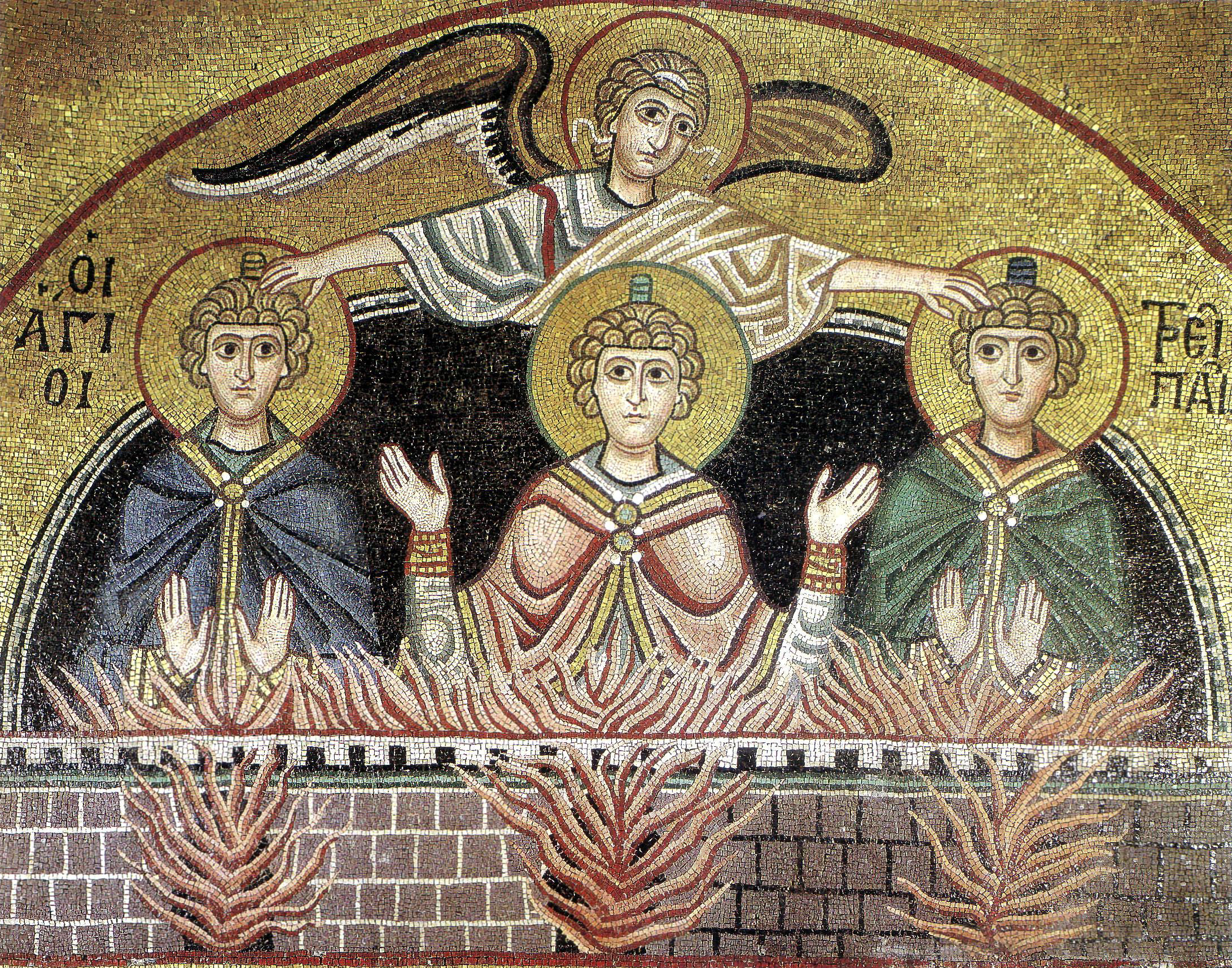
Azaria, Anania e Misaele nella fornace ardente, mosaico nel monastero di Ossios Loukas

Deriva dall'ebraico מישאכ (Mishael), latinizzato in Misael, e il suo significato è la domanda retorica "chi è ciò che è Dio?" (da miy, "chi", ed El, uno dei nomi di Dio nella Bibbia). È quindi simile, per etimologia e significato, ai nomi Michele e Michea.
È il nome di tre personaggi biblici, fra cui uno dei tre giovani della tribù di Giuda che furono gettati nella fornace ardente dal re di Babilonia Nabucodonosor II (Da 1:6-7). In Italia è molto raro, e di matrice sia israelitica, sia cristiana; è attestato principalmente nel Nord e in Toscana.

## Onomastico
L'onomastico viene festeggiato il 16 o il 17 dicembre in ricordo del già citato Misaele, fanciullo, ricordato assieme ai compagni Anania e Azaria.

## Persone

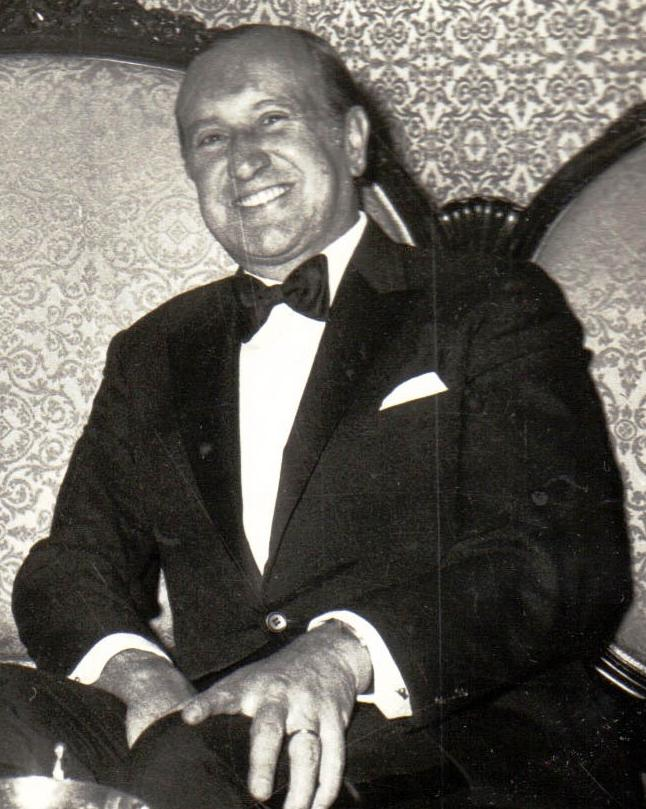
Misael Pastrana Borrero

- Misaele Draunibaka, calciatore figiano

### Variante Misael
- Misael Dávila, calciatore cileno
- Misael Escuti, calciatore cileno
- Misael Pastrana Borrero, politico colombiano
- Misael Rodríguez, pugile messicano
- Misael Silva Jansen, calciatore brasiliano